# Stefan Aust
Stefan Aust (1 de julho de 1946) é um jornalista e escritor alemão, ex-editor-chefe da revista Der Spiegel.
Filho de um fazendeiro e ex-estudante de sociologia, como jornalista trabalhou primeiramente na revista independente de esquerda Konkret, com a futura fundadora e uma das líderes do grupo extremista Baader-Meinhof, Ulrike Meinhof, passando a editor depois da entrada de Meinhof na clandestinidade, e com ela chegou a participar de manifestações de rua da esquerda alemã no fim dos anos 60. Foi também responsável, mais tarde, por retirar as filhas gêmeas de Meinhof da Sicília, a caminho de um campo de órfãos na Palestina, enviadas por membros do grupo para longe da mãe, já na clandestinidade, e devolvê-las ao pai, Klaus Rainer Röhl, ex-editor da Konkret.
Em sua carreira, de jornalista free-lancer no começo dos anos 70, após deixar a Konkret, à direção da Der Spiegel, entre 1994 e 2008, ele trabalhou na Panorama, uma grande revista de televisão alemã e numa rádio no norte da Alemanha.
Aust escreveu doze livros, e dois deles foram transformados em filmes: Der Pirat, de 1997, e Der Baader Meinhof Komplex, o mais famoso deles, em 2008, do qual também participou do roteiro. É considerado o maior dos biógrafos do grupo terrorista alemão, de quem conta, em seu livro, com a autoridade de quem conviveu com alguns e viveu de perto aquela época, a história desde os primórdios da formação do grupo até a morte de seus principais líderes em 1977.
O jornalista alemão Stefan Aust reflete a difícil relação com o passado traumático de seu país, em seu novo livro sobre o movimento terrorista iniciado por Andreas Baader, Ulrike Meinhof e Gudrun Ensslin. Aust, editor da Der Spiegel  a maior revista semanal alemã, por muito anos, tem uma longa história de ligação com a RAF - Fração do Exército Vermelho, nome oficial da organização. Ele mesmo já teve uma pequena participação nas façanhas do grupo, quando ajudou a resgatar as filhas gêmeas de Meinhof na Sicília, de onde seriam enviados para um campo palestino de órfãos. Mas o escritor, que define a si próprio como um 'observador participante, nunca dá detalhes de sua relação com os membros do grupo, e dá apenas pequenas pistas sobre suas participações nos anos de sequestros, assassinatos e atentados da RAF.  Mark Fisher, The Washington Post
O filme baseado em seu livro causou grande polêmica na Alemanha e concorreu ao Oscar e ao Globo de Ouro de melhor filme estrangeiro de 2008.